# X-Out
X-Out est un jeu vidéo de type shoot 'em up, édité  par Rainbow Arts en 1989 pour Commodore 64 et en 1990 pour Amstrad CPC, Amiga, Atari ST et ZX Spectrum.

## Scénario
Le joueur prend les commandes d'une machine de guerre sous-marine nommée « Deep Star », dans le but de repousser des forces extraterrestres d'Alpha Centauri venues conquérir les océans de la Terre.

## Accueil
Le jeu est bien reçu sur CPC par la presse spécialisée. Amstrad 100% lui donne la note de 75% et Amstar & CPC 15/20. La version Amiga reçoit quant à elle de très bonnes notes.